# Terminátor (szereplő)
A terminátor egy kitalált robot karakter James Cameron Terminátor-filmjeiben, majd később a filmsorozatban. A terminátorok emberformájú, beszivárgásra készített robotok, melyeket a Skynet nevű szuperszámítógép alkotott, hogy pusztítsák el az embereket. A Terminátor – A halálosztó című filmben egy kiborg T-800-101 modell tűnik fel először 1984-ben Arnold Schwarzenegger alakításában. Hihetetlenül erős, szinte elpusztíthatatlan, okos, gyilkolásra lett tervezve és építve, tökéletes bérgyilkos és katona. A Terminátor 2 – Az ítélet napja című filmben több példány látható a modellből bőr nélkül a jövő-jelenetekben, és egy darab Arnold Schwarzenegger alakításában a film cselekményében, de ebben a filmben új modellként feltűnik egy T-1000, amely nem android, hanem folyékony, alakváltó fémből álló gépezet. A további folytatásokban más terminátor modellek is feltűnnek.

## A T-800 Fizikai jellemzői
Az elképzelt terminátor egy robot katona, akit a Skynet, a katonai szuperszámítógép tervezett, hogy beszivárogjon és harcoljon a végső célig: kiirtani az emberi ellenállást.
Képes beszélni, hallás után mások hangját leutánozni, tud olvasni (akár kézírást is), képes izzadni, szagolni és vérezni. Álcája tökéletes, a kutyák azonban hangos ugatással jelzik, ha megérzik jelenlétét.
Szeme enyhén vörösen világít, mikor üzemképes, de kialszik, ha a robot elpusztul. Mind a három mozifilmben ezt a tulajdonságát használták ki, hogy jelezzék a nézőknek a halálát. Ez a tulajdonság annyira jellemző rá, hogy a filmes ajándéktárgyak, poszterek elengedhetetlen kelléke.
A Sarah Connor krónikái című sorozat szerint a hasonló modellek sűrűsége nagyobb, mint az embereknek, ezért úszni nem tudnak, de ha vízbe esnek, képesek kisétálni a partra, viszont a Terminator: Megváltás című filmben a Marcus Wright nevű gép tudott úszni. Az első két mozifilm, valamint a sorozat tanúsága alapján mindenesetre ha nehezebbek is ezek a robotok egy azonos nagyságú embernél, de nem jelentősen (embereknek való székeken ülnek, ágyon fekszenek stb.). Csak a harmadik mozifilmben vezettek be egy szélsőségesen nagy tömeget a 850-es robot számára, de ez hiba is lehet a filmben, mert a modell által használt járművek, illetve a testének a környezetre gyakorolt hatásai nem ezt mutatták.

### A T-800 Belső szerkezet
A belső váza olyan erős, hogy ellenáll a legtöbb 20. századi lőfegyvernek, át tud törni falakon, és képes túlélni kisebb robbanásokat. Ám az ismétlődő vadászpuska lövések ereje már képes sérüléseket okozni és ideiglenesen megbénítani. A lövések jelentősen roncsolják a külső szövetburkolatot, ez azonban nem befolyásolja erejét. A második filmben a Terminátor azt mondja, hogy 120 éven keresztül tud működni a beépített energiaforrásával. A film végén az erőforrását megrongálják, de képes rá, hogy találjon egy új energiaforrást, amit hűtőbordákként írtak le a DVD kommentárban. Ez hasznosítja a forró környezetből származó hőenergiát. A harmadik filmben hidrogéncellaként jelenik meg az energiaforrás, és a kettő közül az egyik megrongálódik, ezért eldobja: ezután akkora erővel robban fel, hogy gombafelhő alakul ki, ami az energiacella megrongálódásakor várható is. Az első két filmben utalás sem volt ilyen jelenségre, sőt, a körülmények alapján bizonyos, hogy az első két filmben ez nem létezett.
A belső vázát hidraulikus szervomotorok mozgatják. Ereje emberfeletti. A harmadik filmben Schwarzenegger karaktere csípőből lövöldöz egy kézzel, miközben a vállán tart egy koporsót, amiben fegyverek vannak, továbbá John Connor rejtőzik. Mindezt könnyedén, nem törődve a jelentős súllyal.
Az első részben a szerves külső borítás teljesen megsemmisül egy tűzben. Itt látható a teljes belső váz, mely leginkább egy krómozott emberi csontvázra hasonlít. A későbbi filmekben ilyen terminátorokból egész seregeket látni, amelyek teljesen egyformák.
Kyle Reese szerint nem éreznek fájdalmat. Ez azonban nem teljesen igaz, érzékelik a sérüléseket, bár ez az emberi fájdalomtól eltérően inkább csak információt hordoz, mint kellemetlen érzést. Csak a T-1000-es modell produkál a második film végén szenvedésre utaló viselkedést: a kibírhatatlan fájdalom jeleit mutatja, mikor beleesett az olvadt acélba, és ötvözetének szerkezete elkezd szétroncsolódni, ez azonban teljesen más típus és technológia, mint a 800-as.

### A T-800CPU-ja
A terminator processzora egy szobahőmérsékleten szupravezető, mesterséges neuronhálózattal, mely képes a tanulásra. Minél többet érintkeznek emberekkel, annál többet tudnak. A DVD Special Edition-ben egy kimaradt jelenetben azt tudjuk meg, hogy a Skynet előre beállít egy kapcsolót írásvédett módra, ez megakadályozza, hogy mikor egyedül vannak a csatamezőn, túl sokat gondolkozzanak. Sarah és John átkapcsolja a kapcsolót, ezzel aktiválja a tanulás képességét. Ezután a robot kíváncsibbá is válik, és próbálja utánozni az emberi érzéseket. John különböző szleng kifejezéseket tanít neki a gyári (pl.: Kérést vettem, Negatív...) válaszok helyett. A terminátor képes érzelmek megjelenítésére és megértésére is. Azonban ha gyári állapotban marad, egy kíméletlen, érzelemmentes gyilkológép. Szórakozásból nem öl, csak a küldetés érdekében. A processzorhoz a koponyán keresztül lehet hozzáférni, egy menetes kupak lecsavarása után.

### A T-800 Külső burkolata
A terminátorok külső borítása emberi szövetekre emlékeztető álca. Húst, izmot, hajat, bőrt tartalmaz. Képes az izzadásra is a valósághűség miatt. Bár tartalmaz vért is, sérülés esetén minimális vérzést mutat. Lőtt sebnél, szakadásnál sincs bő vérzés. A keringésre és a fenntartásra nem kapunk a filmekből magyarázatot. Annyi azonban kiderül, hogy a vér nem emberi, szintetikus oxigénszállító. Az álca sérülése vagy akár a teljes megsemmisülése sem hátráltatja a terminátort. A robotok képesek a táplálkozásra is. A T-800-101 modell esetében a 101-es típusszám a Schwarzenegger-bőrt jelenti, amelyet T-800-asokra növesztenek. Az idegrendszer nyilvánvalóan össze van kötve a robottal, hiszen képes mozgatni a bőrben lévő izmokat, valamint feltehetőleg érzékel is a bőrrel, bár az érzékeléshez a robot saját műszereket és radarokat is használhat: az első film végén a robot burkolat nélkül is megtalál egy kilincset, amelyért csak a kezét tudta benyújtani az ajtón.

## Fejlesztések
A televíziósorozatban Cameron Phillips megállapítja, hogy a modern robotok koltanból készülnek, míg előző modellek titánból.

## T-1000
Folyékony, alakváltó fém alkotja a testét (mimetikus polialloid/mimetic polialloy/mimetikus poli-ötvözet). Bármilyen tárgynak az alakját fel tudja venni, amellyel fizikailag kapcsolatba került, és – legalábbis a külső – mérete kihozható a terminátor anyagából. Mozgó alkatrészeket nem tud létrehozni magából. A második mozifilm szerint emberi viselkedésmintákra jobban fel volt készítve, mint a 101-es (T-800-101) modell. Elpusztítása nagyon nehéznek tűnik, mert alapvető tulajdonsága, hogy a fizikai károsodásokat a teste gyorsan kijavítja, még akkor is, ha több darabra van szakadva, mert a kisebb darabok egymás felé mozognak. Azonban meg lehet fagyasztani, ezzel harcképtelenné tenni, és ilyen állapotban könnyen apró darabokra szedhető, illetve magas hőmérsékleten nem képes megőrizni semmilyen alakot, így szétolvasztható.
A harmadik Terminátor film T-X modellje is részben mimetikus poliötvözetből áll.

## Terminátor modellek
Ez a lista a fontosabb terminátor-modelleket tartalmazza és az őket megformáló színészeket.
- T-1: nem humanoid forma
- T-70: nem humanoid forma
- T-600: humanoid forma
- T-800/850/101: Arnold Schwarzenegger, Franco Columbu, Roland Kickinger
- T-888: Owain Yeoman,  Garret Dillahunt, Matt McColm, Patrick Kilpatrick, Todd Stashwick
- T-X: Kristanna Loken
- T-1000: Robert Patrick, Lee Byung-hun
- T-1001: Shirley Manson
- T-3000: Jason Clarke (John Connor)
- T-1000000: nem humanoid forma
- Rev-9: Gabriel Luna